# Jan Benzien
Jan Benzien (Gießen, 22 de julio de 1982) es un deportista alemán que compitió en piragüismo en la modalidad de eslalon. Su esposa, Mandy Planert, compitió en el mismo deporte.
Ganó doce medallas en el Campeonato Mundial de Piragüismo en Eslalon entre los años 2002 y 2017, y dieciséis medallas en el Campeonato Europeo de Piragüismo en Eslalon entre los años 2002 y 2018.
Participó en dos Juegos Olímpicos de Verano, en los años 2008 y 2016, ocupando el cuarto lugar en Río de Janeiro 2016, en la prueba de C2.

## Palmarés internacional
| Campeonato Mundial | Campeonato Mundial               | Campeonato Mundial | Campeonato Mundial |
| Año                | Lugar                            | Medalla            | Competición        |
| ------------------ | -------------------------------- | ------------------ | ------------------ |
| 2002               | Bourg-Saint-Maurice (Francia)    | Medalla de plata   | C1 individual      |
| 2002               | Bourg-Saint-Maurice (Francia)    | Medalla de plata   | C1 por equipos     |
| 2005               | Penrith (Australia)              | Medalla de plata   | C1 por equipos     |
| 2006               | Praga (República Checa)          | Medalla de oro     | C1 por equipos     |
| 2007               | Foz do Iguaçu (Brasil)           | Medalla de plata   | C1 por equipos     |
| 2009               | Seo de Urgel (España)            | Medalla de bronce  | C1 individual      |
| 2010               | Liubliana (Eslovenia)            | Medalla de plata   | C1 por equipos     |
| 2011               | Bratislava (Eslovaquia)          | Medalla de plata   | C1 por equipos     |
| 2013               | Praga (República Checa)          | Medalla de plata   | C1 por equipos     |
| 2015               | Londres (Reino Unido)            | Medalla de oro     | C2 individual      |
| 2015               | Londres (Reino Unido)            | Medalla de plata   | C2 por equipos     |
| 2017               | Pau (Francia)                    | Medalla de plata   | C2 por equipos     |
| Campeonato Europeo |                                  |                    |                    |
| Año                | Lugar                            | Medalla            | Competición        |
| 2002               | Bratislava (Eslovaquia)          | Medalla de plata   | C1 por equipos     |
| 2002               | Bratislava (Eslovaquia)          | Medalla de bronce  | C1 individual      |
| 2005               | Tacen (Eslovenia)                | Medalla de plata   | C1 por equipos     |
| 2006               | L'Argentière-la-Bessée (Francia) | Medalla de oro     | C1 por equipos     |
| 2007               | Liptovský Mikuláš (Eslovaquia)   | Medalla de plata   | C1 por equipos     |
| 2009               | Nottingham (Reino Unido)         | Medalla de bronce  | C1 individual      |
| 2009               | Nottingham (Reino Unido)         | Medalla de bronce  | C1 por equipos     |
| 2011               | Seo de Urgel (España)            | Medalla de plata   | C1 por equipos     |
| 2012               | Augsburgo (Alemania)             | Medalla de plata   | C1 por equipos     |
| 2013               | Cracovia (Polonia)               | Medalla de oro     | C1 individual      |
| 2013               | Cracovia (Polonia)               | Medalla de plata   | C1 por equipos     |
| 2013               | Cracovia (Polonia)               | Medalla de bronce  | C2 por equipos     |
| 2014               | Viena (Austria)                  | Medalla de bronce  | C1 individual      |
| 2015               | Markkleeberg (Alemania)          | Medalla de plata   | C2 individual      |
| 2016               | Liptovský Mikuláš (Eslovaquia)   | Medalla de bronce  | C2 por equipos     |
| 2018               | Praga (República Checa)          | Medalla de oro     | C2 por equipos     |